# Касили, Габи
Габриэле (Габи) Касили (нидерл. Gabrielle "Gabi" Caschili; родился 14 июля 2003 года, Нидерланды) — нидерландский футболист, полузащитник.

## Клубная карьера
Касили — воспитанник клуба ПЕК Зволле. 14 декабря 2021 года в поединке Кубка Нидерландов против МВВ Маастрихт Габи дебютировал за основной состав. 18 декабря в матче против «Твенте» он дебютировал в Эредевизи.